# Milton Kuelle
Milton Martins Kuelle, noto semplicemente come Milton Kuelle (Porto Alegre, 22 agosto 1933), è un ex calciatore brasiliano, di ruolo centrocampista. È considerato tra i migliori giocatori della storia del Grêmio nel suo ruolo.

## Caratteristiche tecniche
Giocava come centrocampista, ricoprendo il ruolo di mediano. Spiccava per la sua determinazione nell'inseguire il pallone per recuperarlo, rilanciando poi l'azione una volta riconquistatolo. Era inoltre un giocatore molto corretto, dato che negli undici anni di carriera non ricevette mai alcun cartellino rosso.

## Carriera

### Club
Iniziò a giocare a calcio nel Grêmio nel 1954. Con la squadra visse uno dei periodi di maggior successo della storia, componendo la squadra titolare assieme a vari altri giocatori di rilievo. Divenne campione del campionato cittadino per cinque volte consecutive dal 1956 al 1960, e nove volte campione statale, dal 1956 al 1960 e dal 1962 al 1965. Abbandonò l'attività agonistica per divenire dentista.

### Nazionale
Fu tra i giocatori che Teté, nominato dalla CBD commissario tecnico della Nazionale, incluse nella lista dei convocati per il Campionato Panamericano 1956. Tuttavia, durante questa competizione non fu mai impiegato. Fu presente anche nella successiva edizione del torneo, nel 1960, stavolta ricoprendo un ruolo di maggior spessore. Debuttò il 6 marzo 1960 contro il Messico, giocando tutta la partita per intero; nell'incontro successivo contro la Costa Rica venne sostituito da Mengálvio. Dopo aver disputato gli incontri con Argentina, Messico e Costa Rica, si rese decisivo durante la seconda gara contro l'Argentina del 20 marzo, mettendo a segno il gol della vittoria per 1-0.

## Palmarès

### Club
- Campionato di Porto Alegre: 5

Grêmio: 1956, 1957, 1958, 1959, 1960
- Campionato Gaúcho: 9

Grêmio: 1956, 1957, 1958, 1959, 1960, 1962, 1963, 1964, 1965

### Nazionale
- Campionato Panamericano: 1

1956